# Afluent

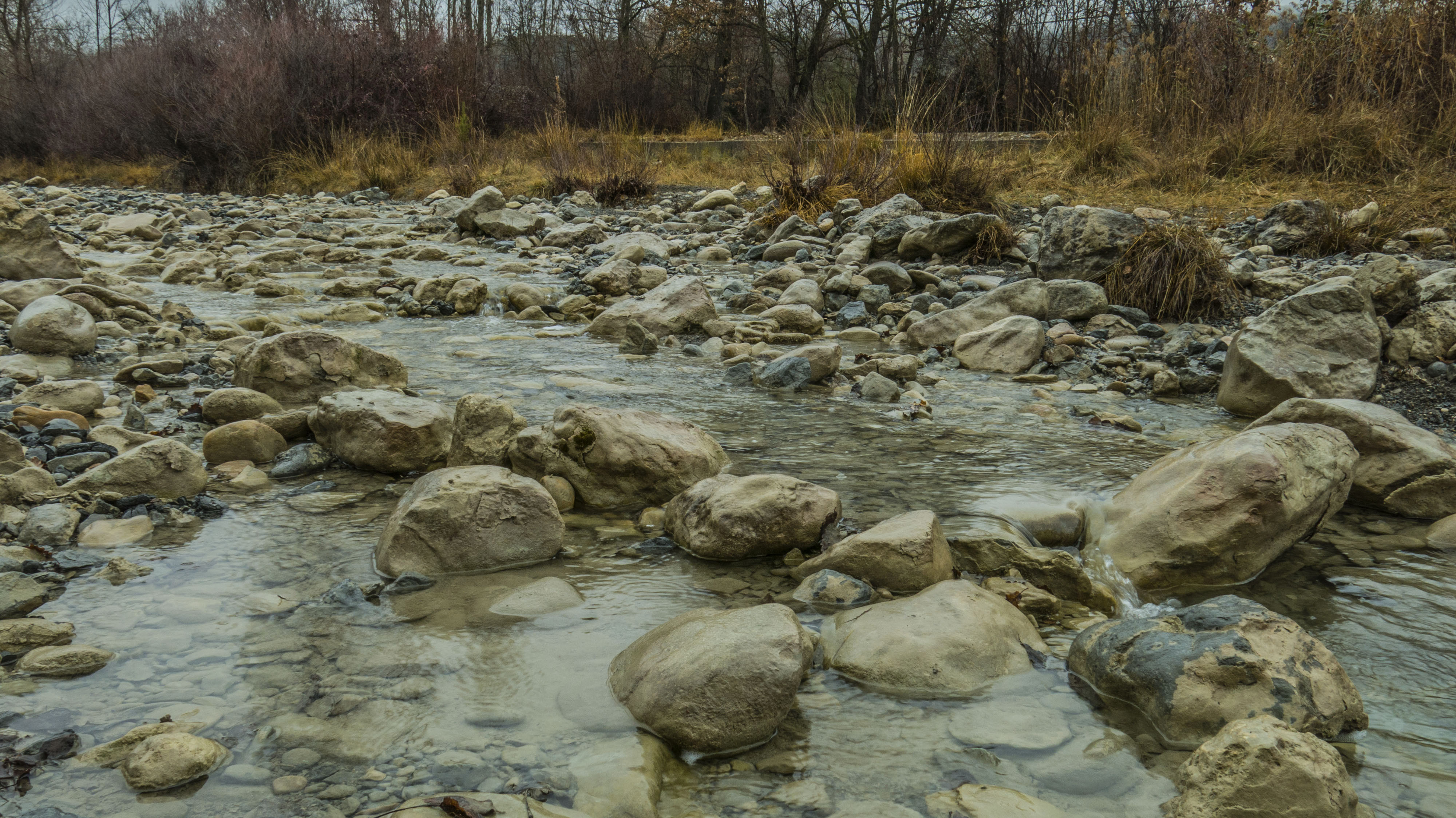
Barranc de Carrasquer, afluent del riu Isàvena

Un afluent o tributari és un riu o torrent que aboca les seves aigües en un altre de més important.